# Cate Shortland
Cate Shortland (nacida el 10 de agosto de 1968) es una guionista, directora de cine, directora de televisión y escritora de televisión australiana.

## Primeros años
Shortland nació en Temora, Nueva Gales del Sur . Se graduó de la Escuela Australiana de Cine, Televisión y Radio , donde recibió el premio Southern Star Award como estudiante más prometedora.

## Carrera

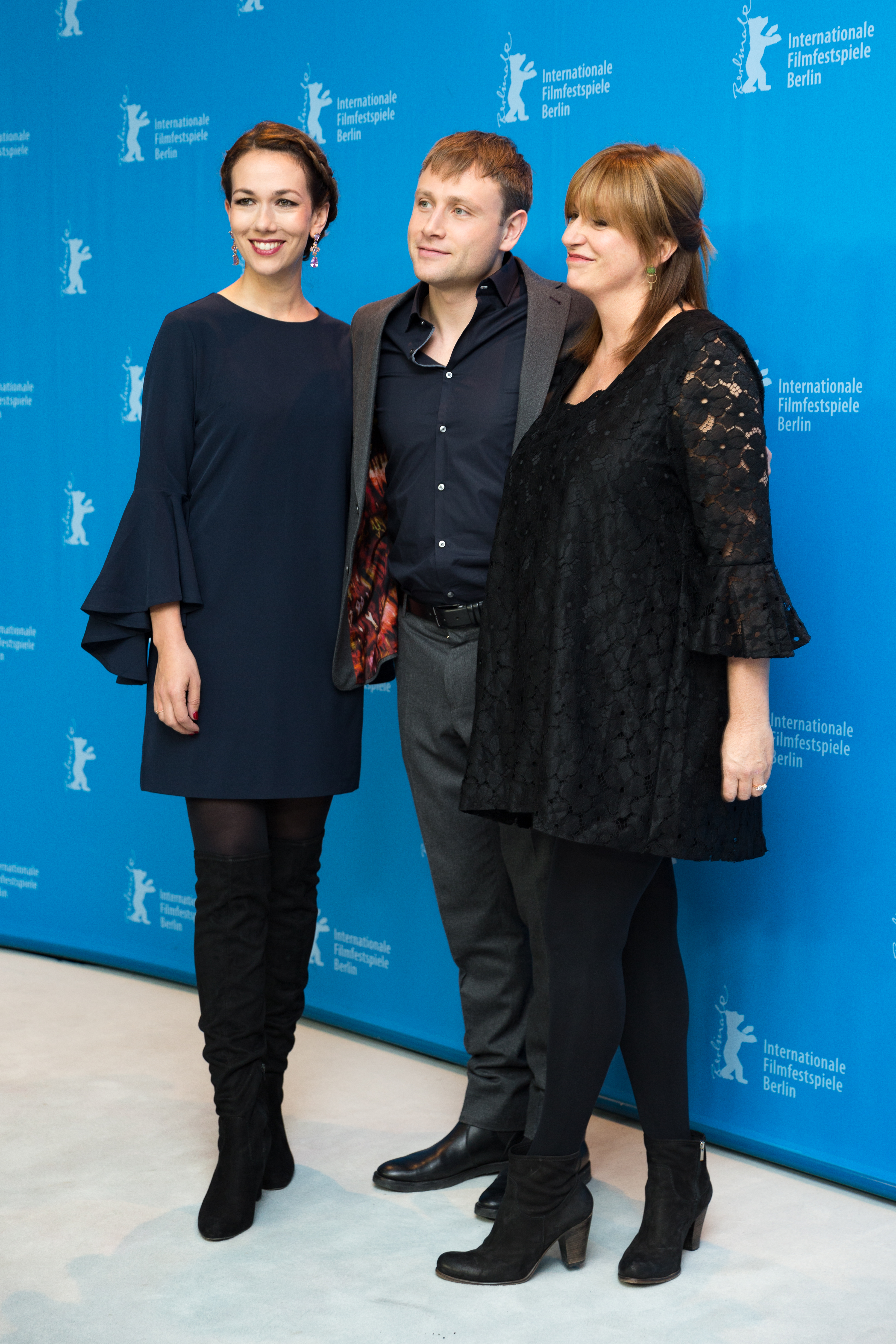
Polly Staniford, productora; Max Riemelt, actor y Cate Shortland, directora, en la presentación de Síndrome de Berlín en la Berlinale de 2017

Shortland ha creado varios cortometrajes premiados: Strap on Olympia (1995); Pentuphouse (1998); Niña de las flores (2000); y Joy (2000).
Pasó tres años dirigiendo episodios de la serie de televisión Network Ten , The Secret Life of Us .
En 2004, Shortland estrenó su primer largometraje, Somersault (2004); inscripto en la sección "Un Certain Regard", del Festival de Cine de Cannes de 2004 .   
Dirigió la película de televisión australiana The Silence (2006) 
Su segundo largometraje, Lore , se estrenó en Australia en el Festival de Cine de Sídney de 2012 .  Ganó en el Festival Internacional de Cine de Locarno en agosto de 2012, el Prix du Public UBS, y en noviembre ganó el Caballo de Bronce a la mejor película en el Festival Internacional de Cine de Estocolmo . Fue seleccionada como la inscripta australiana para el Oscar a la Mejor Lengua Extranjera en la 85.ª edición de los Premios de la Academia , pero no llegó a la lista final. 
En 2015, Shortland anunció que estaba trabajando en un tercer largometraje, Síndrome de Berlín, basada en el libro del mismo nombre de Melanie Joosten. La película es protagonizada por Teresa Palmer, como una fotoperiodista australiana que es encarcelada en el apartamento de un hombre al que conoce en un viaje por la ciudad alemana. 
Se estrenó en el Festival de Cine de Sundance de 2017 . 
En julio de 2018, Shortland fue anunciada como directora de la próxima película en solitario de Black Widow para Marvel Studios . El anuncio oficial se realizó un año después en la Comic-Con de San Diego de 2019 .

## Vida personal
Shortland es una conversa al judaísmo. Se casó con el cineasta Tony Krawitz en 2009,  y tienen dos hijos adoptados.
- Datos: Q441510
- Multimedia: Cate Shortland / Q441510